# Парк природе Доња Мостонга
Парк природе Доња Мостонга јесте законом зашитећено подручје Републике Србије.
Поступак заштите покренут је 2019. године. Неопходна студија заштите достављена је 2022. године надлежним органима.
Налази се у Бачкој, недалеко од Сомбора, у сливном подручју пређашњег доњег тока Мостонге, што је данас саставна деонице канала „Бачки Петровац-Каравуково”, у саставу каналске мреже хидросистема Дунав-Тиса-Дунав. ПП „Доња Мостонга” налази се у између насеља Бач, Дероње и Каравуково) у сливном подручју некадашњег доњег тока реке Мостонге, данас деонице канала „Бачки Петровац-Каравуково” у саставу основне каналске мреже хидросистема Дунав-Тиса-Дунав.
Парк природе представља типски панонски предео са биодиверзитетом уобичајеним за европазијску степску зону.
ПП има површину од укупно 3.190,19 хектара. Према структури површина катастарских општина по власништву, површине у заштићеном подручју су у државном (64,06%), приватном(0,57% + 31,15% у процесу реституције), јавном (4,22%) и другим облицима (< 0,01‰) својине.
Подручје је заштичено режимима заштите другог и трећег степена. Мимо граница заштићеног подручја одређена је заштитна зона површине 2.550 ha.
Према Правилнику о критеријумима вредновања и поступку категоризације заштићених подручја („Службени гласник РС”, број 97/15), ПП „Доња Мостонга” сврстава се у II категорију – покрајинског/регионалног, односно великог значаја.
На подручју је евидентиран низ ретких врста птица.
Простор Доње Мостонге је део регионалног еколошког коридора који повезује водене и мочварне биотопе Подунавља, односно еколошки значајна подручја на територији Републике Србије. У новоформираној мрежи европски значајних подручја за птице налази се и подручје „Шуме западне Бачке” под кодом RS075 „Foгests of West Backa” у које улазе и подручја унутар граница подручја предложеног за заштиту.